# Los Fresnos
Los Fresnos é uma cidade localizada no estado norte-americano de Texas, no Condado de Cameron.

## Demografia
Segundo o censo norte-americano de 2000, a sua população era de 4512 habitantes.
Em 2006, foi estimada uma população de 5345, um aumento de 833 (18.5%).

## Geografia
De acordo com o United States Census Bureau tem uma área de
6,6 km², dos quais 6,3 km² cobertos por terra e 0,3 km² cobertos por água. Los Fresnos localiza-se a aproximadamente 5 m acima do nível do mar.

## Localidades na vizinhança
O diagrama seguinte representa as localidades num raio de 8 km ao redor de Los Fresnos.